# Хека
Хека, често наричан Хике, в египетската митология е божеството на магията, и неговото име в древноегипетския език означава също „магия“. Хека буквално озаначава пробуждане (активиране) на Ка, което за древните египтяни бил онзи аспект на душата, който въплъщавал характера, и още повече силата и влиятелността.
Хека е смятан за син на Атум (създателят на всички неща), а в отделни случаи – за син на Хнум и Менхит.